# 葵芳

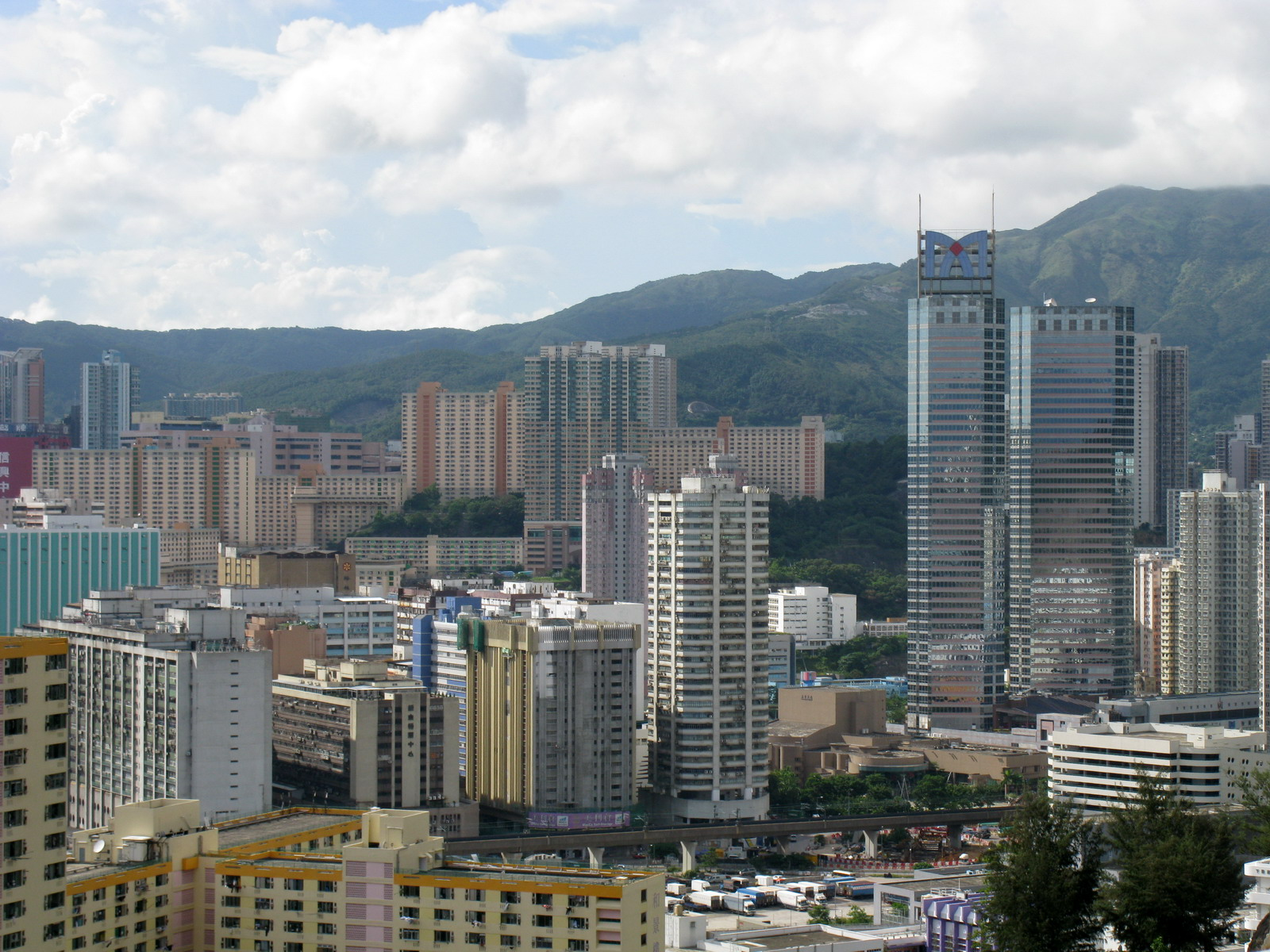
遠望葵芳

葵芳在填海前稱為葵涌澳，位於香港新界西南部，葵興以南、荔景以北、青衣橋以東、大連排工業區以西，屬下葵涌北部葵涌的中心地帶，是1960年代葵涌澳填海地帶一部分，屬於葵青區範圍內。
「葵芳」的名字來自區內的葵芳邨及興芳路，基於「葵芳」不是正式地名，現時香港地圖一般都沒有「葵芳」這地名（僅餘「葵芳邨」、「新葵芳花園」和「葵芳閣」），地名通常為「葵涌」。
葵芳位於葵涌貨櫃碼頭北面，附近建有若干工業大廈、貨倉及輔助設施。鄰近港鐵葵芳站一帶有商場和公共房屋，也有運動場、文娛藝術設施和私人住宅。

## 住宅

### 公共屋邨

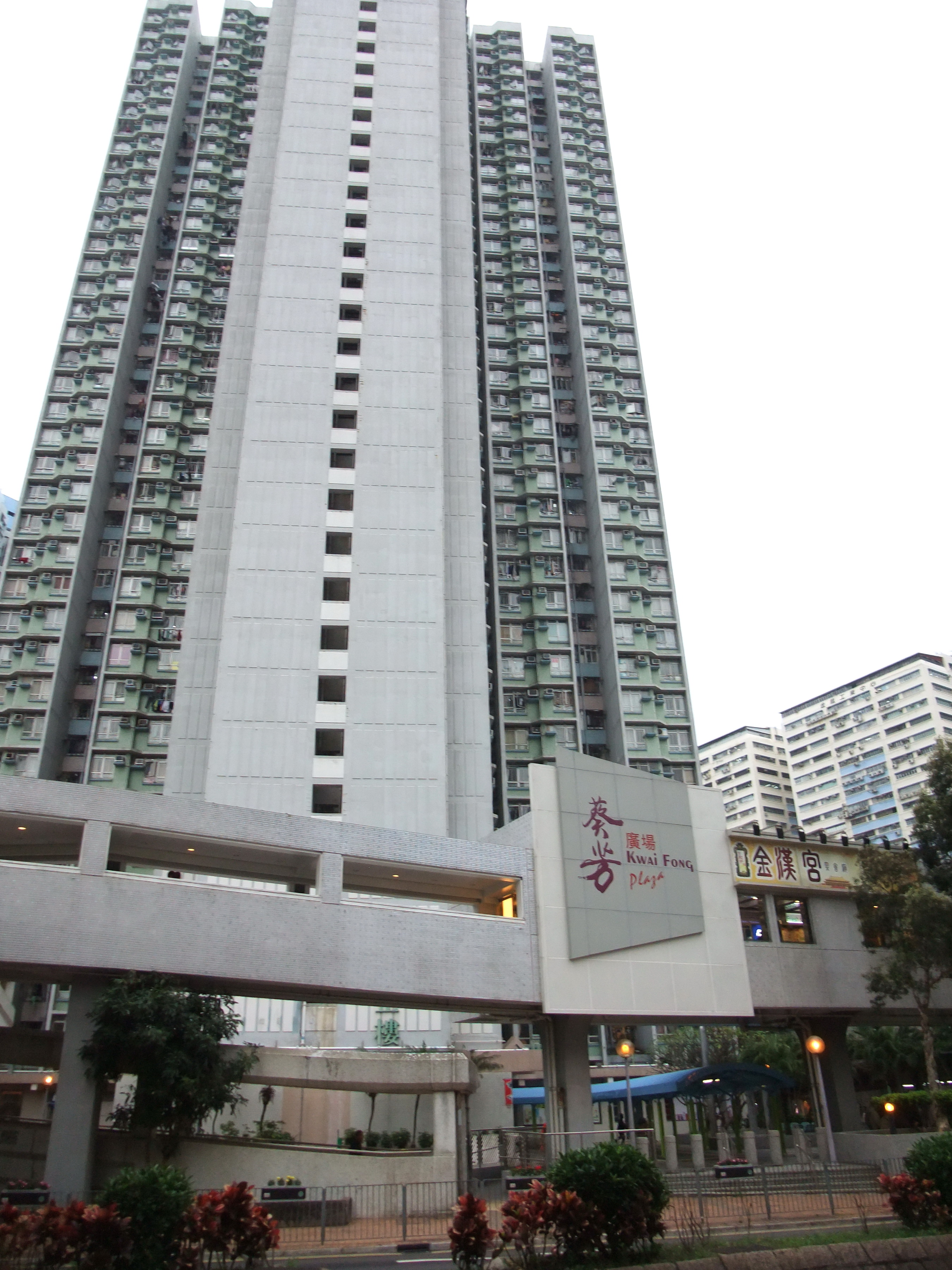
葵芳邨葵正樓，下方為連接「新葵芳花園」與「葵芳廣場」的行人天橋

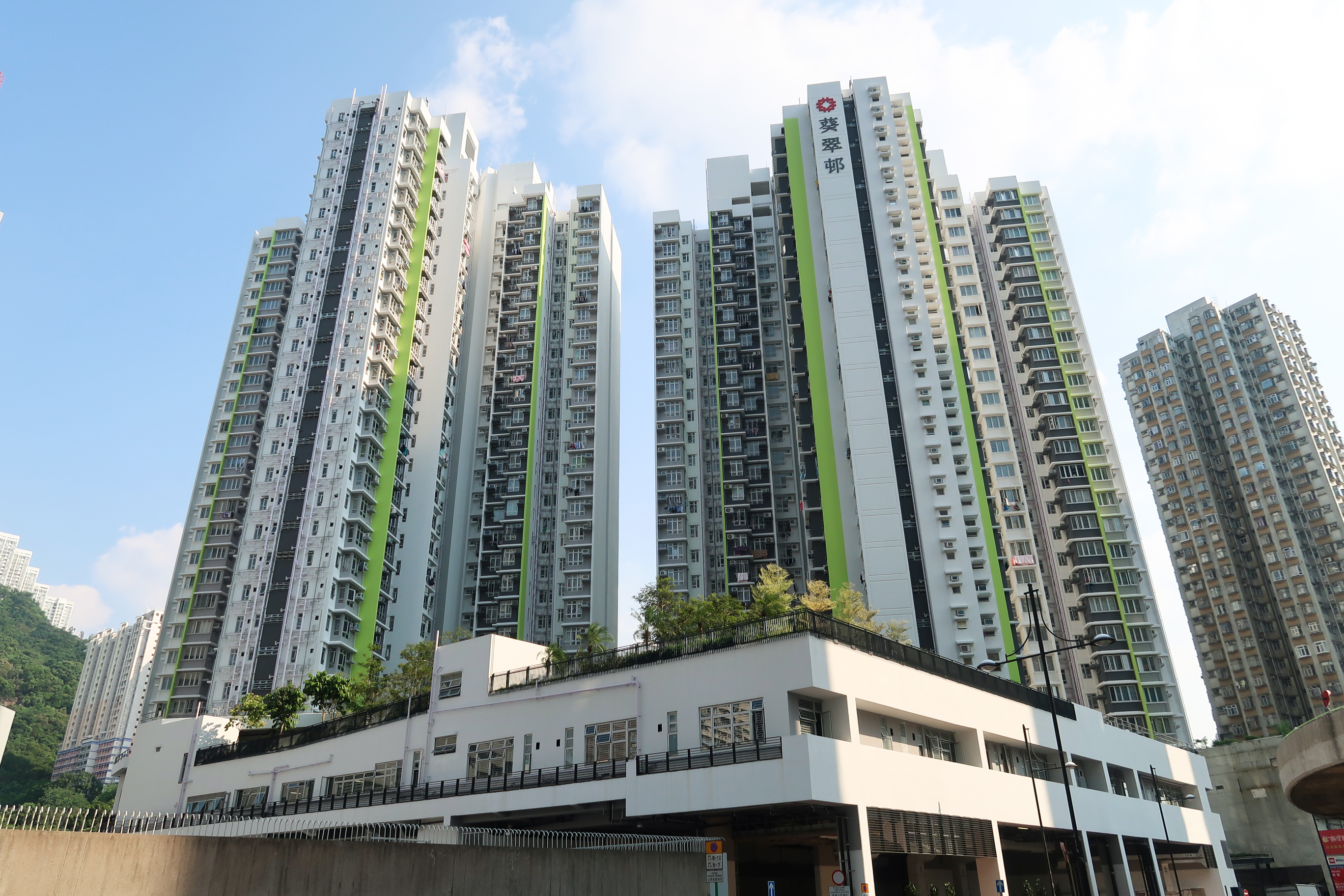
葵翠邨的非標準型公屋大廈及三層高平台

- 葵芳邨
- 葵翠邨

### 夾心階層住屋屋苑
- 芊紅居

### 私人屋苑
- 新葵芳花園
- 葵芳閣
- 葵涌廣場
- 恒景花園
- 豐寓
- 葵芳匯

## 商場
- 新都會廣場
- 葵涌廣場
- 葵芳廣場（英文：Kwai Fong Plaza），前稱為「葵芳商場」（Kwai Fong Shopping Centre），2011年5月易名。）[1]
- 恆景商場
- 葵芳匯

## 行人天橋網絡
葵芳設有行人天橋網絡，連接葵芳站往荃灣方向月台、新都會廣場及葵涌廣場。居民可以透過連接葵涌廣場的行人天橋橫過興芳路或葵富路到達葵芳匯或葵芳邨一帶。

## 交通

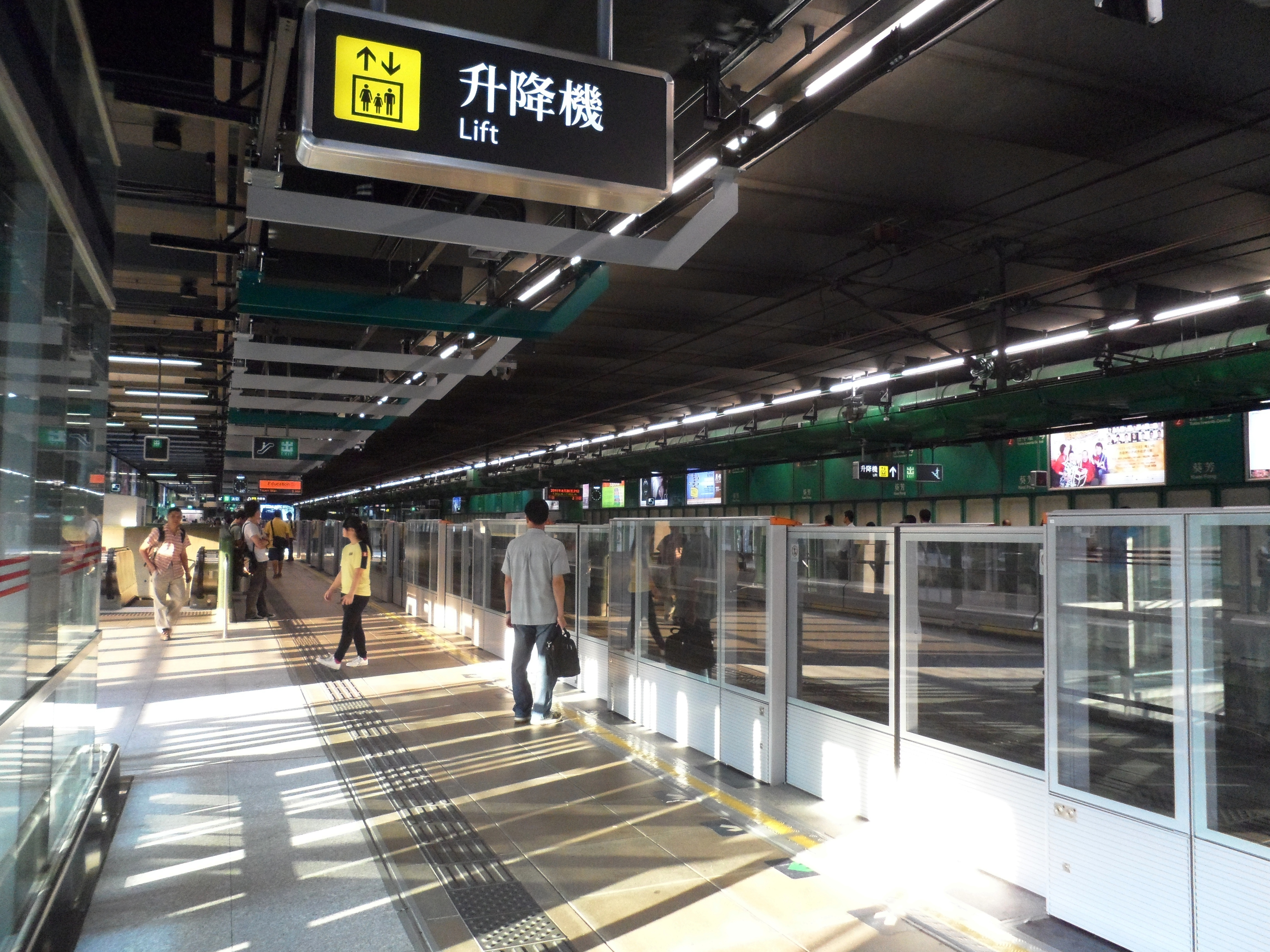
港鐵葵芳站

## 社區設施
- 葵芳社區會堂

## 文康設施

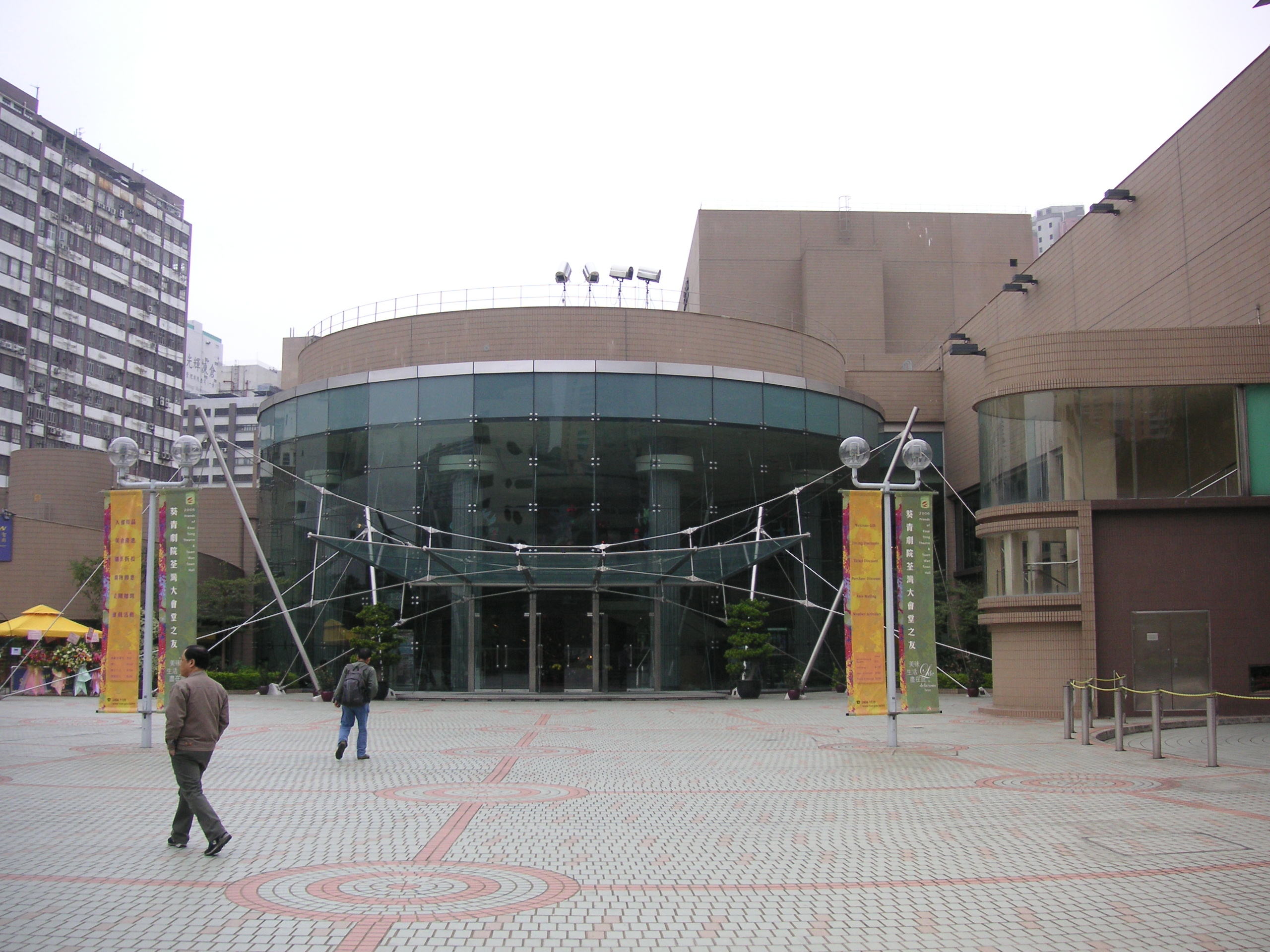
葵青劇院

- 葵涌運動場
- 葵青劇院